# ماري روجرز
ماري روجرز (بالإنجليزية: Mary Rogers)‏ هي رسامة أمريكية، ولدت في 1882، وتوفيت في 1920 في نيويورك في الولايات المتحدة.